# شراپلاو
شهر شراپلاو (به آلمانی: Schraplau) در ایالت زاکسن-آنهالت در کشور آلمان واقع شده‌است.